# Попов, Михаил Викторович
Михаи́л Ви́кторович Попо́в — российский легкоатлет. Двукратный серебряный призёр Паралимпийских игр, заслуженный мастер спорта России.

## Спортивная карьера
Тренировался под руководством Натальи Павловны Ерохиной.

## Награды и звания
- Заслуженный мастер спорта России (2001).
- Медаль ордена «За заслуги перед Отечеством» II степени (6 апреля 2002 года) — за большой вклад в развитие физической культуры и спорта, высокие спортивные достижения на XI Паралимпийских играх 2000 года в Сиднее (Австралия).[3]